# Helionidia xenia
Helionidia xenia är en insektsart som beskrevs av Irena Dworakowska 1992. Helionidia xenia ingår i släktet Helionidia och familjen dvärgstritar. Inga underarter finns listade i Catalogue of Life.